# Flashback: The Quest for Identity
Flashback: The Quest for Identity es un videojuego creado por la compañía Delphine Software en 1992 con la colaboración de US Gold. Se trata de una aventura de acción, o aventura de plataformas.
El juego tuvo una secuela en 1995, Fade to Black. En 2021, se anunció otra secuela con el nombre Flashback 2, con lanzamiento previsto para 2022.

## Argumento
El protagonista es un joven estudiante que, durante la realización de su tesis, se percata de la presencia de extraterrestres en la Tierra. El tiempo en que transcurre la historia es el futuro.
La aventura comienza con la fuga del protagonista, Conrad, de una cárcel donde está retenido. Conrad se apodera de una moto voladora y huye hasta un planeta donde es derribado.
Durante el juego es necesario recopilar pistas que acerca de la identidad y el pasado de Conrad.

## Desarrollo
El juego fue dirigido, escrito, diseñado y parcialmente programado por Paul Cuisset, quien había creado previamente el juego de aventuras Future Wars. Flashback se lanzó inicialmente para Amiga en 1992, y luego se versionó a MS-DOS, Acorn Archimedes y Super NES en 1993, momento en el que se lanzó la versión Sega Mega Drive/Genesis. Las versiones en CD-ROM de Flashback para Sega CD, 3DO, CD-i, MS-DOS, Apple Macintosh y FM Towns se lanzaron durante 1994 y 1995, junto con una versión en cartucho para Atari Jaguar en 1995. En 2017, el juego se lanzó en todo el mundo en Sega Dreamcast con elementos gráficos y escenas tomadas de la versión MS-DOS y música de la versión Amiga.
El 7 de junio de 2018 se lanzó una versión actualizada para Nintendo Switch titulada Flashback: Remastered Edition en Norteamérica, Europa y Australia. Flashback: Remastered Edition luego fue portado a PlayStation 4, fue lanzado el 20 de noviembre de 2018 en América del Norte, Europa y Australia.

## Animación
Flashback es similar al Prince of Persia en términos de que su animación se basa en el uso de la técnica conocida como rotoscope. Este estilo de animación se basa en imágenes de pixel art trazadas a partir de cuadros provenientes de una filmación de video previa. Esto le otorga una apariencia más realista y fluida, mérito que fue reseñado en diversos análisis de la época. 

## Actualización
Tiempo después apareció en la red una reimplementación del motor del juego bajo el nombre de REminiscence que entre otras cosas, como sustanciales mejoras en los bugs y animaciones del juego, incluye la opción de insertar las voces de la versión para Sega Mega CD.